# Ruletka (album)
Ruletka – trzeci album studyjny i czwarty album solowy wokalisty zespołu Dżem, Macieja Balcara wydany w 2015 roku nakładem Balcar Studio w dystrybucji Warner Music Poland.

## Lista utworów
źródło:.
| 1.  | „Nadzieja”          | 4:36    |
|     |                     |         |
| 2.  | „Chłonę małe”       | 5:41    |
|     |                     |         |
| 3.  | „Wojna”             | 6:08    |
|     |                     |         |
| 4.  | „Game Is Over”      | 6:04    |
|     |                     |         |
| 5.  | „Niewierni sobie”   | 5:10    |
|     |                     |         |
| 6.  | „Sierpniowi ludzie” | 4:43    |
|     |                     |         |
| 7.  | „Deszczowe dni”     | 5:05    |
|     |                     |         |
| 8.  | „Ruletka”           | 5:19    |
|     |                     |         |
| 9.  | „W próżni”          | 16:04   |
|     |                     |         |
| 10. | „In Your Name”      | 5:54    |
|     |                     |         |
|     |                     | 1:04:44 |
|     |                     |         |

## Twórcy
źródło:.
- Maciej Balcar – harmonijka ustna, instrumenty klawiszowe, śpiew
- Jan Gałach – skrzypce
- Jan Gąsowski – trąbka
- Maciej Mąka – gitara
- Kamil Rogiński – drumla, duduk, flet, kokokami, shakuhachi xiao
- Piotr Wojtanowski „Quentin” – producent, gitara basowa, instrumenty klawiszowe, instrumenty perkusyjne, programowanie instrumentów